# Eugenia woodfrediana
Eugenia woodfrediana är en myrtenväxtart som beskrevs av Ignatz Urban. Eugenia woodfrediana ingår i släktet Eugenia och familjen myrtenväxter. Inga underarter finns listade i Catalogue of Life.